# Philip D'Antoni
Pour les articles homonymes, voir D'Antoni.
Philip D'Antoni est un producteur américain né le 19 septembre 1929 à New York (État de New York) et mort le 15 avril 2018 à  Hastings-on-Hudson (État de New York).

## Biographie
Philip D'Antoni commence une carrière de producteur à la télévision en produisant des documentaires sur des actrices (Sophia Loren in Rome, Elizabeth Taylor in London, Melina Mercouri in Greece).
En 1968, il produit Bullitt. Au cours des années 1970, il abandonne le cinéma pour se consacrer à la production en télévision, notamment avec NBC.

## Filmographie

### Cinéma
- 1968 : Bullitt de Peter Yates
- 1971 : French Connection de William Friedkin
- 1973 : Police Puissance 7 (The Seven-Ups) (producteur et réalisateur)

### Télévision
- Elizabeth Taylor in London (1963)
- Sophia Loren in Rome (1964)
- The Connection (1973)
- Mr. Inside/Mr. Outside (1974)
- In Tandem (1974 ; pilote pour Movin' On)
- Movin' On, série télé (1974)
- Strike Force (1975)
- Shark Kill (1976)

## Distinctions
- Oscars 1972 : Oscar du meilleur film pour French Connection
- 1972 : David di Donatello du meilleur film étranger pour French Connection